# Better Live Than Dead
Better Live Than Dead è il primo album live del gruppo musicale Exciter, realizzato nel 1993.
Il disco ripropone in versione live alcuni dei più famosi brani dei primi tre album del gruppo.

## Tracce
1. Stand Up and Fight – 2:55
2. Heavy Metal Maniac – 3:40
3. Victims of Sacrifice – 4:58
4. Under Attack – 4:17
5. Sudden Impact – 4:04
6. Delivering to the Master – 6:02
7. I Am the Beast – 4:37
8. Blackwitch – 7:19
9. Long Live the Loud – 4:59
10. Rising of the Dead – 3:49
11. Cry of the Banshee – 4:01
12. Pounding Metal – 5:13
13. Violence & Force – 4:59

## Formazione
- Dan Beehler - batteria, voce
- John Ricci - chitarra
- Jeff McDonnald - basso